# Louise Hanson-Dyer
Louise Hanson-Dyer est une éditrice musicale et philanthrope, née le 19 juillet 1884 à Melbourne, Australie, et morte le 9 novembre 1962 à Monaco.

## Biographie

### Enfance et formation
Louise Berta Mossom Smith est née dans une famille aisée de Melbourne. Elle est la première fille de Louis Lawrence Smith, médecin et membre du parlement, et de Marion Jane Smith, née Higgins. Elle est la sœur ainée de Harold Gengoult Smith (en), médecin et maire de Melbourne entre 1931 et 1934.
En 1891, elle commence à étudier au Presbyterian Ladies' College (en), à l'est de Melbourne où elle commence son apprentissage du piano. Elle gagne une médaille d'or du Royal College of Music de Londres puis continue ensuite ses études à Édinbourg. Elle revient en Australie en 1908.

### Vie en Australie
Louise se marie le 27 décembre 1911 à James Dyer, un homme d'affaires écossais de 27 ans son ainé, qui a fait sa fortune dans le linoléum.
Elle reste très attachée au Presbyterian Ladies' College et sera secrétaire de 1919 à 1921 puis présidente de l'association des anciennes élèves de 1924 à 1926.
Louise fonde la British Music Society of Victoria en 1921. Elle organise alors de nombreux évènements et monte, entre autres, l'opéra Savitri de Gustav Holst et la comédie-ballet Le mariage forcé de Molière et Lully. Elle s'intéresse également à la littérature et finance la publication de Ballad and Lyrical Poems de Shaw Neilson (en) en 1923.

### Vie en Europe et création des Éditions de l'Oiseau-Lyre
En avril 1927, Louise et son mari déménagent en Angleterre, puis un an plus tard c'est à Paris qu'ils s'installent. Louise exerce un temps le métier de correspondante de presse pour un journal australien avant de fonder les Éditions de l'Oiseau-Lyre.
Elle publie alors l'intégrale des œuvres de François Couperin en douze volumes, reliée par Rose Adler, entre 1932 et 1933. Le premier exemplaire est offert au président de la République Albert Lebrun et le second est remis à la bibliothèque de Melbourne. Ce dernier la nommera Chevalière de la Légion d'Honneur un an plus tard. Louise publie ensuite de nombreuses publications au sein des Éditions de L'Oiseau-Lyre.
En 1937, Louise commence à éditer des enregistrements sonores Gramophone avec la publication de Gloria in Excelsis de Matteo da Perugia.
James Dyer meurt en janvier 1938. Louise se remarie le 6 avril 1939 à Joseph Birch Hanson, un anglais de 24 ans son cadet. Ils s'installent à Oxford pendant la Seconde Guerre mondiale puis reviennent en France lorsque celle-ci se finit. Mais ils n'y restent pas et s'installent très vite à Monaco.
En 1946, le disque microsillon est inventé aux États-Unis. Louise s'y intéresse et publie quatre ans plus tard, en 1950, le premier microsillon français : l'Apothéose de Lully de François Couperin. Les Éditions de L'Oiseau-Lyre continuèrent d'enregistrer, graver et presser des disques microsillons jusqu'en 1957.

### Mort
Louise Hanson-Dyer décède à l'hôpital de Monaco le 9 novembre 1962. Ses cendres sont rapatriées au Cimetière général de Melbourne (en).